# Pedro Álvarez de Toledo y Acuña
Pedro Álvarez de Toledo y Acuña (Nàpols, 29 de setembre de 1847 - Castell de l'Orfraisière, Indre i Loira, 5 de desembre de 1896) fou un aristòcrata i polític espanyol. Des del 29 de desembre de 1878 detenia el títol de 9è Marquès de Casafuerte, cedit pel seu oncle el marquès de Bedmar. El 1872 es casà amb l'aristòcrata italiana Flavia Lefèbvre y Doria. Fou elegit diputat del Partit Conservador pel districte de Palma de Mallorca a les eleccions generals espanyoles de 1884.